# Alzira (opera)
Alzira je v pořadí osmou operou italského skladatele Giuseppe Verdiho o prologu a dvou dějstvích na libreto Salvatore Cammarano, podle Voltaireovy tragédie Alzire, ou les Américains. Premiéra se uskutečnila 12. srpna 1845 v Teatro San Carlo v Neapoli.

## Vznik opery
Když se Giuseppe Verdi v roce 1845 rozhodl potvrdit své dosavadní úspěchy tím, že se prosadí rovněž na půdě svého rivala Saveria Mercadanteho, tedy ve slavném Teatro di San Carlo v Neapoli, oslovil místního libretistu Salvatore Cammarana, proslulého jako autor Donizettiho Lucie z Lammermooru.
Ohlasy kritiky i diváků po premiéře byly spíše smíšené, a v Neapoli se tak uskutečnila jen čtyři další představení, poslední 21. srpna.

## Inscenace opery
V roce 2022 byly realizovány dvě inscenace této opery. V dubnu měla opera premiéru ve španělském Bilbau, v listopadu ji pak provedla Opéra Royal de Wallonie v Lutychu.

## Osoby
| Alvaro, otec Gusmana, původního guvernéra Peru  | bas         |
| Gusmano, jeho syn a nástupce                    | baryton     |
| Ovando, španělský vévoda                        | tenor       |
| Zamoro, peruánský náčelník                      | tenor       |
| Ataliba, peruánský náčelník                     | bas         |
| Alzira, dcera Atalibiny                         | soprán      |
| Zuma, její sluha                                | mezzosoprán |
| Otumbo, incký válečník                          |             |
| Španělští důstojníci a vojáci, Inkové a sluhové | sbor        |

## Stručný obsah
Během prologu opery sledujeme, jak je Alvaro, guvernér Peru, zajat Inky, kteří jej chtějí zabít. Když se však nečekaně vrátí z bojiště Zamoro, který byl svými bojovníky pokládán za mrtvého, rozhodne se Alvara propustit.
Když se na začátku prvního jednání Alvaro vrátí do Limy, vzdává se svého postavení a předává jej svému synovi Gusmanovi, který se tak stává novým guvernérem Peru. Oznámí rovněž, že to byl Zamoro, kdo ušetřil jeho život. Gusmano na to reaguje tím, že propouští Atalibu, dalšího náčelníka Inků. Jeho dcera, incká princezna Alzira, se bojí, že její snoubenec Zamoro byl v bitvě se španělskými dobyvateli zabit. Gusman chce Alziru za ženu, ta však jeho nabídku tvrdošíjně odmítá, protože stále věrně miluje Zamora. Ten je přitom stále naživu a oba milenci se nakonec znovu šťastně shledají a přísahají si věrnost. Náhle se však objeví Gusmano a Zamora zajme. Vyhrožuje přitom, že ho usmrtí, pokud se krásná Alzira za něj odmítne provdat. Ta se nakonec rozhodně obětovat, aby Zamoro zachránila. Tomu se však mezitím opět podařilo uprchnout. Před svatebním obřadem Gusmana s Alzirou se Zamorovi podaří Gusmana probodnout. Ten ve chvíli, kdy umírá, nejen svému vrahovi odpouští ale přeje mu i Alzire šťastný život naplněný láskou.